# 洛根鎮區 (堪薩斯州史密斯縣)
洛根鎮區（英語：Logan Township）為美國堪薩斯州史密斯縣轄下的鎮區。2010年美国人口普查中該鎮區人口有37人。

## 地理
洛根鎮區涵蓋總面積為92.78平方（35.82平方英里）。

## 人口統計
根據2010年美國人口普查，洛根鎮區人口有37人，住房21戶，人口密度為0.4人/每平方公里。此鎮區居民之種族中，白人佔97.3%，非裔美國人佔0%，美洲原住民佔0%，亞裔美國人佔2.7%，太平洋島裔美國人佔0%，其他種族佔0%，混血種族則佔0%。而西班牙裔或拉丁裔美國人佔此鎮區人口的0%。

## 交通

### 主要公路
- 281號美國國道